# REDALiCE
Yoshikazu Nagai (永井 良和?) (Japón; 15 de septiembre de 1980) conocido como REDALiCE, es un productor y disc jockey de J-core y música dōjin. Es reconocido por ser el creador y director actual de los sellos ALiCE's EMOTiON y Hardcore Tano*C. La mayoría de sus obras aparecen en juegos de arcade de música y anime.

## Biografía
Nagai comenzó a componer bajo el alias Akai Hito (赤いひと?)  en 2001. En 2003, fundó el sello Hardcore Tano*C, que se convertiría en uno de los sellos J-core más exitosos del país.
Ha realizado sesiones y conciertos en vivo tanto en Japón como fuera del país, proporcionado su música para distintos juegos arcade populares, como Sound Voltex de Bemani, Beatmania IIDX de Konami, Groove Coaster de Taito, Taiko no Tatsujin de Namco , o Dance Dance Revolution.  También ha participado en el minievento Konami Arcade Championship 2012 Grand Finale en vivo con su canción Little Star. 
Ha estado activo en una amplia gama de actividades, ha formado la unidad "RAMM" junto a Masayoshi Minoshima, proporcionando música para distintas series de anime, como Haiyore! Nyaruko-san o Hacka Doll the Animation,  Unos años antes, los dos habían compuesto los créditos iniciales titulados Freedom del anime Battle Spirits: Heroes  también ha lanzado obras remezclando la música de fondo utilizada en Touhou Project que ha sido lanzada en su sello personal "ALiCE'S EMOTiON"

## Sellos discográficos
REDALiCE es fundador de tres sellos discográficos:

Logotipo de HARDCORE TANO*C

- ALiCE'S EMOTiON : Es un sello basado principalmente en el hardcore techno y el J-core. El sello permite que muchos artistas principalmente de música dojin participen en el lanzamiento de álbumes de bajo presupuesto.

- Bootleg Emotion: es una rama secundaria de ALiCE'S EMOTiON, que se utilizó en el lanzamiento de la recopilación de 2007 Pirates of Hardcore.
- Hardcore Tano*C: estilizado HARDCORE TANO*C, es un sello independiente creado por REDALiCE. El sello ha tenido a artistas importantes de J-core como Betwixt & Between, DJ Technorch, Alabaster, Minamotoya, DX Pasta, kenta-v.ez., RaverRose, T+Pazolite, DJ Genki, RoughSketch o Technetium. Los artistas que más han contribuido al sello son Joshka, DJ Shimamura y M-Project. EL álbum homónimo, Hardcore Tano*C, superó con creces la reputación que esperaban en todo Japón. El sello organiza sus propias giras nacionales y su popularidad se extiende más allá de las fronteras, en particular gracias a Internet.[10][11][12]